# Colpochila capta
Colpochila capta är en skalbaggsart som beskrevs av Britton 1986. Colpochila capta ingår i släktet Colpochila och familjen Melolonthidae. Inga underarter finns listade i Catalogue of Life.